# MK 10. Tábori Tüzérezred
A Magyar Királyi 10. Tábori Tüzérezred a Magyar Királyi Honvédség Kaposváron és környékén szervezett tüzérségi szervezete volt a második világháború végéig.

## Története

### A világháború előtt
A Magyar Királyi 10. Tábori Tüzérezred a MK 6. Nagy Lajos király Gyalogezreddel és a MK 36. Gyalogezreddel közösen alkották a MK 10. Könnyű Hadosztályt, ami a pécsi IV. Hadtest alárendeltségébe tartozott.
A tüzérezred két lóvontatású tüzérosztályból állt. Az első osztály 4 db 8 cm-es 5/8 M. könnyű tábori ágyúval, a másik 4 db 10,5 cm-es 37 M "Göring" könnyű tarackkal rendelkezett. A 2. tüzérosztály négy üteggel szerveződött. Az első két üteg 4-4 db 10 cm-es 14 M. könnyű tarackot, a második két ütegben egyenként 4 db 15 cm-es 14/39 M. közepes tarackot szerveztek.
A Honvéd-Vezérkar már az 1941/42-es hadrendből is törölni akarta a 8 és 10 cm átmérőjű lövegeket, de az ország gyártó kapacitása ellehetetlenítette.
Az ezredet 12 db nehézgéppuskával is felkívánták szerelni, de az előbb említett állapot miatt csak 1 db-ot tudtak rendszeresíteni.
Személyi állománya ekkor 80 fő tiszt és kb. 1000 fő tiszthelyettes, illetve sorozott legénység volt.
A lovak nehezen boldogultak a 2,5-3 tonnás lövegek vontatásával, illetve nem állt rendelkezésre a megfelelő ló állomány sem.

### A Don-kanyarban
A tüzérezredet 1942. április 18-án mozgósították. Április 20-án a parancsnokságot Marton Károly ezredes vette át. Az alakulat hadilétszámra történő feltöltése adminisztratív okok miatt csak 23-ra lett teljes.
A Magyar 2. hadsereg kötelékében 1942. június 11-12-én vagoníroztak ki, illetve kezdték meg 500 km-es útjukat végcéljukig, ami a Krotjak-Liszki-Nyikolszkoje szakasz volt.
Az 1. tüzérosztály a 6. Gyalogezred a 2. tüzérosztály a 36. Gyalogezrednek volt hívatott tűztámogatást adni.
Az arcvonalhoz vonulás harci eseményektől mentes volt.
A Donhoz érve súlyos gondokkal szembesült a hadsereg és ezáltal maga a tüzérezred is. A folyó nyugati oldalán lévő három hídfő állást nem sikerült felszámolni. Az ezred első harci cselekménye 1942. augusztus 6-án történt, ahol egy zászlóaljnyi erő a 174. lövész hadosztályból 1 km mélységben áttörte az eléggé szellős arcvonalat. Az áttörés hatására az ezredet 3 km-rel hátrébb tolták. A súlyosbodó helyzet láttán a IV. Hadtestet megerősítették az 1. Páncélos Hadosztállyal. A hadosztályt támogatva visszaverték a betörő szovjet csapatokat.
Az augusztus 7-én megindult magyar támadást támogatta az ezred, de hamar világossá vált, hogy a szovjetek élőerőben és technikailag is a magyar csapatok felett állnak. A 36. Gyalogezredet másnap, augusztus 8-án ki is vonták, de a 10. és 12. Tüzérezred állásban maradt a másnap meginduló újabb támadást támogatva. A hónap során az ezred nem szenvedett veszteséget, és bár nagy nehézségek árán is, de felszámolták a Krotojaki-hídfőállást.
Az ezredet és a 10. Könnyű Hadosztályt átvezényelték és ezzel a nyári harcok lezárultak.
A 2. magyar hadsereg súlyos veszteségeket szenvedett és nyilvánvalóvá vált, hogy a telet is kint állásban kell, hogy töltse. A 10. Tábori Tüzérezred lőszerellátottsága katasztrofális volt. Elméletileg a lőszerjavadalmazás a lövegek számára 2,5-szeres volt, de gyakorlatilag olyan kevés lőszerrel rendelkeztek, hogy napokig képtelenek voltak viszont tüzet leadni.
Az ősz során a kaposvári alakulatok viszonylag nyugalomban építhették ki állásaikat, mivel korábban felszámolták a nyár végén a Korotojaki-hídfőállást.
A téli ruházat nem került kiosztásra. A katonák számára nem voltak biztosítva a pihenésre szálláskörletek. Higiéniai feltételek borzalmasak voltak.
A lovak teljesen kimerültek, egy esetleges támadás során képtelenek lettek volna a lövegeket mozgatni. Váltás nem érkezett és 1942. karácsonyát ilyen körülmények között töltötték.
December környékén a szovjetek csapatösszevonásokat hajtottak végre a Don keleti partján. A 40. Hadsereget és a 18. Önálló Lövészhadtestet. Január elején az egyre jobban mozgolódó szovjet alakulatok a tüzérezred ütegei tűz alá vonták. Január 8-án a németek két tüzérosztályt kivontak a magyar 10. Könnyű Hadosztály alárendeltségéből. A 10. Tábori Tüzérezred magára maradt. A szovjetek támadásai egyre fokozódtak. Egyre több lett a személyei veszteség is.
Január 14-én végül megindult az offenzíva. A szovjet 129. Lövészhadosztály a Don túlsó partjáról megindult a Don irányába. A 15 cm-es lövegek délutánra kifogytak a lőszerből. Estére a 36. Gyalogezred állásait a szovjetek áttörték. Az urivi áttöréssel végül is a 2. magyar hadsereget ketté vágták.
Január 15-én megkezdődött az ezred visszavonulása. Súlyos veszteség közepette, a technikai felszerelést, lövegeket többnyire hátrahagyva védekezve, szervezettel vonult vissza egészen január 28-ig. Ekkor a IV. Hadtest parancsnoka engedélyt adott a Belgorod irányába való teljes visszavonulásra.
Magyarországra visszatérve, Kaposváron az alakulatokat a laktanyában karanténba helyezték.

## Szervezeti felépítés
- 1. Tüzérosztály
  - 10/1. Tüzérüteg - Kaposfüred
  - 10/2. Tüzérüteg - Kaposfüred
  - 10/3. Tüzérüteg - Zaranypuszta
  - 10/4. Tüzérüteg - Kaposvár
- 2. Tüzérosztály
  - 10/5. Tüzérüteg - Toponár
  - 10/6. Tüzérüteg - Toponár
  - 10/7. Tüzérüteg - Répáspuszta